# Деркач Таїсія Михайлівна
Таїсія Михайлівна Деркач (нар. 1939, село Обіточне, тепер Чернігівського району Запорізької області — ?) — українська радянська діячка, доярка колгоспу «Росія» Чернігівського району Запорізької області. Депутат Верховної Ради СРСР 7-го скликання.

## Життєпис
Народилася в селянській родині. Освіта неповна середня: закінчила восьмирічну школу.
З 1954 року — телятниця, з 1956 року — доярка колгоспу «Росія» села Верхній Токмак Чернігівського району Запорізької області. У 1965 році надоїла по 3535 кілограмів молока від кожної з 20 закріплених за нею корів.

## Нагороди
- орден Леніна (.03.1966)
- ордени
- медалі